# Latastia siebenrocki
Latastia siebenrocki là một loài thằn lằn trong họ Lacertidae. Loài này được Tornier mô tả khoa học đầu tiên năm 1905.